# 포드 스털링
포드 스털링(Ford Sterling, 1883년 11월 3일 ~ 1939년 10월 13일)은 미국의 코미디언이자 배우이다. 키스톤 스튜디오와 함께 일한 것으로 알려져 있으나, 1911년 무성 영화로 경력을 시작했다.

## 참여 작품
- 찰리의 오락
- 소나기 사이에
- 뺨 맞은 남자
- 이상한 나라의 앨리스 (1933년 영화)